# Catello di Rosso Gianfigliazzi
Catello di Rosso Gianfigliazzi (Florència, s.XIII) fou un noble, banquer i usurer florentí, fill de Rosso di Adimaro, que apareix a la Commedia de Dante.
Els Gianfigliazzi van obtenir el cognom d'un tal Giovanni, fill d'Azzo (Gian-figli-Azzi), que l'any 1201 fou alcalde de la ciutat de Florència. Eren una antiga i poderosa família florentina dedicada a la banca a escala internacional; a diferència d'altres grans empreses florentines que operaven a l'estranger, com les dels Bardi i els Peruzzi, per a qui l'activitat creditícia era complementària del comerç i la manufactura, els Gianfigliazzi es dedicaven exclusivament, i de fet s'havien anat especialitzant en grans préstecs concedits a senyors feudals i grans personalitats. En el 1227 figuraven entre aquells financers florentins que havien reduït a la pobresa mitjançant préstecs a interessos altíssims, al bisbe de Fiesole, que es va veure obligat a donar el palau episcopal com a garantia dels préstecs contractats[1][2].
La família Gianfigliazzi era identificada per una insígnia heràldica d'un lleó blau sobre fons groc.
Catello di Rosso Gianfigliazzi fou un membre de la família que va viure a finals del segle xiii al voltant de l'època de Giotto i Dante[2].

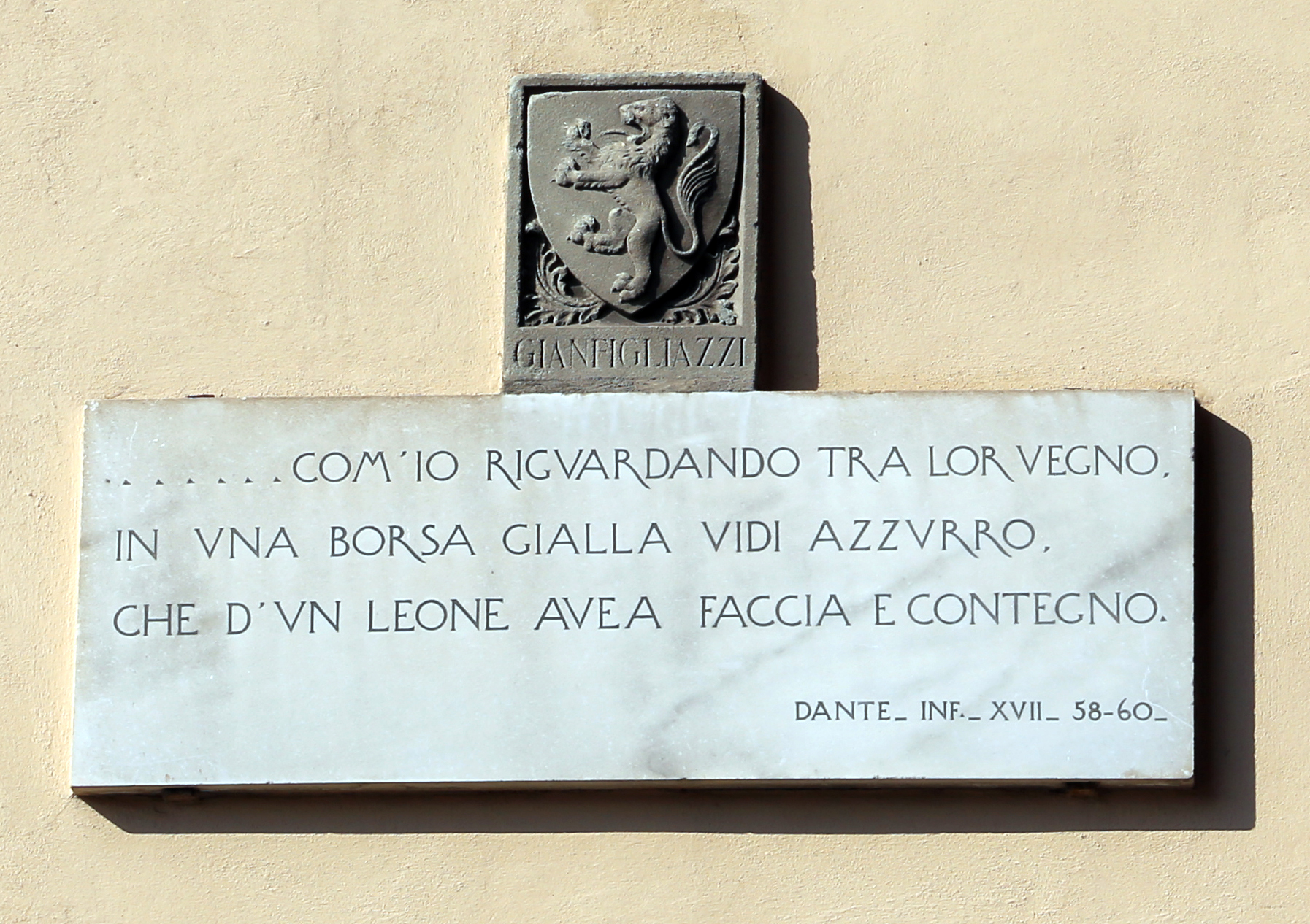
Florència, palau dels Gianfigliazzi, làpida que fa referència a la Divina Comèdia de Dante.

Després de 1260, quan l'efímera victòria dels gibel·lins a Montaperti els va obligar, com Güelfs, a abandonar Florència, els Gianfigliazzi van començar a invertir les enormes quantitats obtingudes amb els préstecs en activitats a l'estranger. Van obrir sucursals de la seva companyia bancària al sud de França, especialment a Avinyó, on es van convertir en els financers privilegiats dels clients habituals de l'empresa. Una altra àrea d'influència va ser el Delfinat, on es van convertir en els banquers favorits dels senyors locals, pertanyents a la família La Tour du Pin. Els Gianfigliazzi també eren els financers de les empreses militars de Carles II d'Anjou, senyor de Provença i rei de Nàpols, a qui també subministraven armes, obtenint-les a Florència i amb el qual van tenir relacions que estan documentades fins al 1290. Un paper semblant van tenir més tard amb Jaume II rei d'Aragó.
Per practicar aquesta activitat, els Gianfigliazzi es van unir entre ells en petites empreses formades per dos o tres membres, de vegades fins i tot hi associaven persones que no eren membres de la família; també per aquest motiu es diferenciaven de les altres grans empreses financeres florentines, constituïdes per un gran nombre de socis. Practicaven sobre les sumes concedides en préstec un tipus d'interès mitjà del 36%, en una època i en una societat on es considerava il·lícit i era seriosament condemnat per l'Església qualsevol interès que fos superior al 5%. Eren comunament considerats usurers, però això no els va impedir de gaudir d'una gran consideració, tant a la ciutat de Florència com a l'exterior. En els seus testaments proveïen "pro malis ablatis" ("pels mals per omissió") a generoses donacions i a fundacions de capelles i monestirs [1].

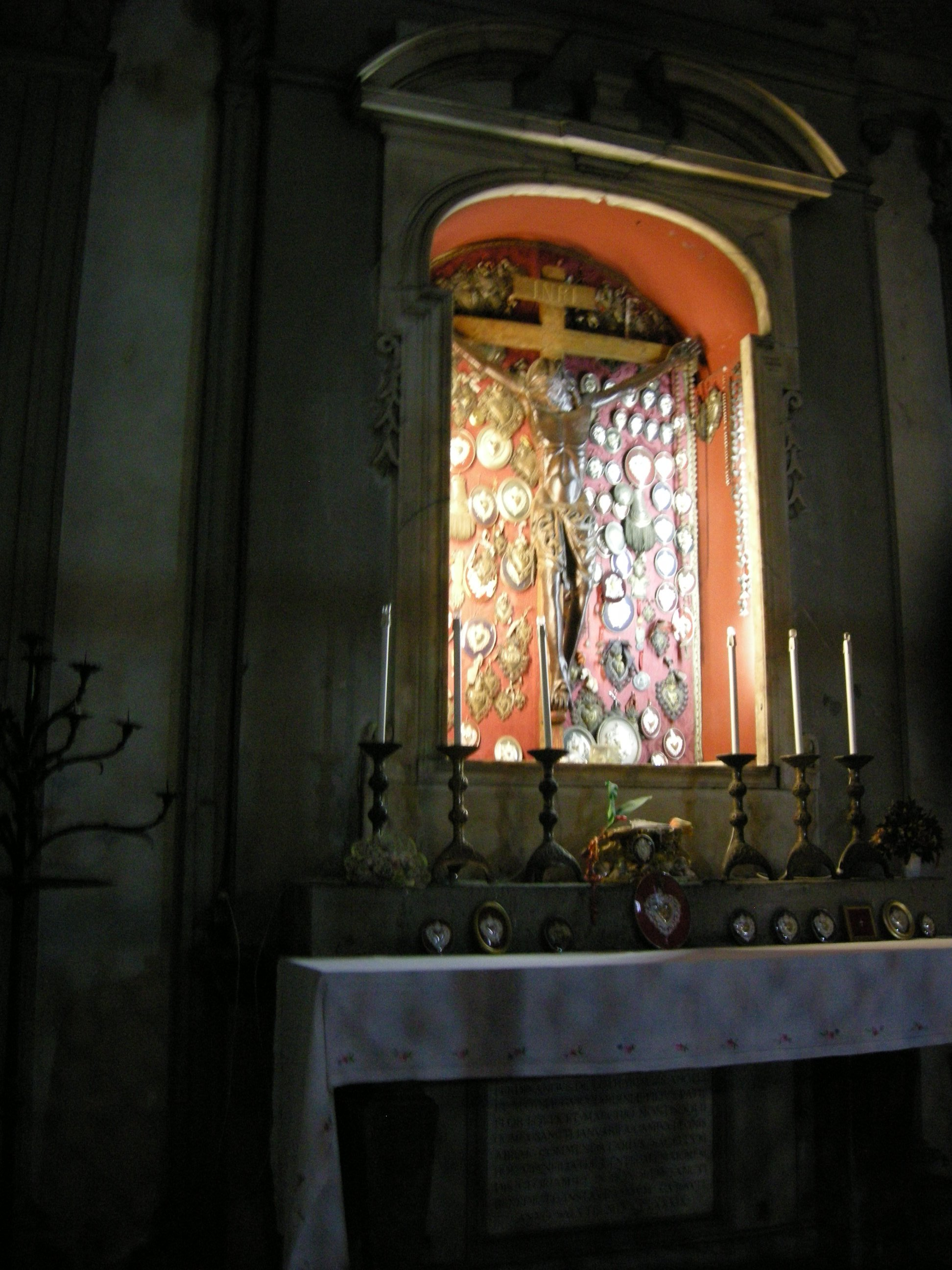
Cappella Gianfigliazzi, Església de Santa Trinita a Florència

Segons documents trobats sembla que Catello Gianfigliazzi va tornar definitivament a Florència quan tenia vuitanta anys. Poc després va rebre la dignitat cavalleresca: per aquest motiu tenia dret al títol de "dominus" que se li atribueix en alguns documents pòstums. Va morir a Florència abans de 1300.

## Els banquers cavallers
La dignitat cavalleresca va ser un dels requisits triats per la classe política florentina que va arribar al poder pels anys 80 del segle xiii, per distingir les famílies dels magnats de les dels populars (de més baixa categoria): al començament van ser imposades (als financers) una sèrie de mesures restrictives de la llibertat i l'exclusió dels càrrecs més alts del municipi, amb els ordenaments de justícia de 1293; també la família Gianfigliazzi entrava dins aquestes restriccions i encara que alguns dels seus membres foren regidors o alcaldes del partit Güelf, la família va quedar exclosa de la Signoria i dels altres oficis principals de la Ciutat durant bona part del segle XIV[1].
No obstant això, els Gianfigliazzi, güelfs del partit negre i entre els més facciosos i obstinats, es van associar amb la gran trepa dels Donati i van assumir de fet la gestió política de la "Hisenda Florència"[2].

## Lloc a l'Infern de Dante - Els usurers
En l'anell interior del Setè Cercle de l'Infern, són eternament castigats els violents. És un desert ardent de sorra cremant amb una pluja de foc continuada. Els usurers es troben asseguts a la sorra, movent contínuament els braços intentant rebutjar el foc, i plorant. Al voltant del coll porten bosses amb insígnies dels seus escuts d'armes. Això, i l'estudi de l'època de Dante, han permès als investigadors identificar qui són els persontatges que es troben allí[1].

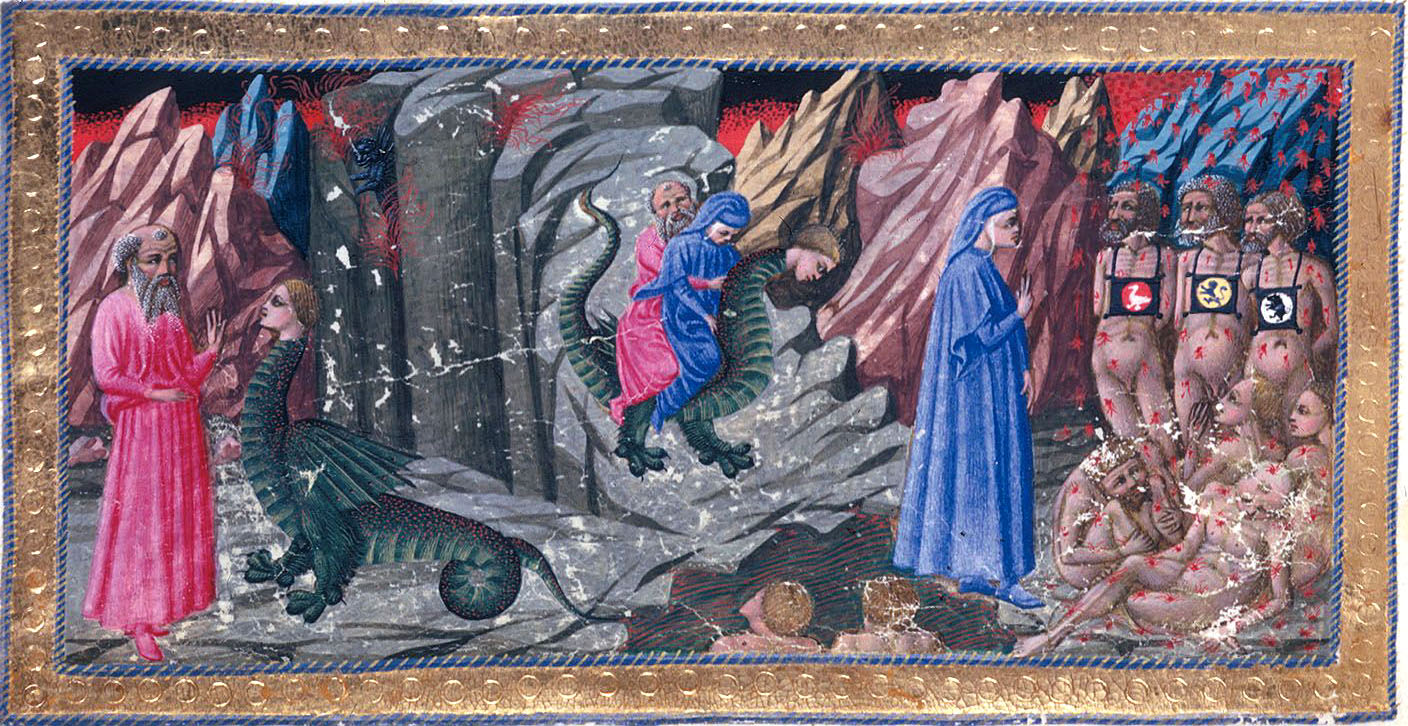
Infern Cant Dissetè. Dante parlant amb els usurers a la dreta. Priamo della Quercia

Els usurers es consideren violents perquè, tal com explica Virgili a Dante al Cant XI de l'Infern, els usurers pequen contra l'Art, i l'Art és el Net de Déu[2]. Els usurers, no obtenen els seus guanys ni de la suor, ni de l'enginy, sinó dels diners mateixos (a la pràctica faria referència a tots els banquers, segons la definició medieval de la usura).
La condemna per als usurers, consisteix a restar asseguts a terra sobre la sorra roent i rebent la pluja de foc, així que amb les mans s'agiten i cerquen incessantment d'apagar les flames que els cauen a sobre, o alleujar el contacte amb la sorra roent. En aquesta activitat Dante els compara a gossos que es graten amb les potes per escapar a les picades de: "les puces, o potser mosques o tàvecs".
A pesar que no els pot identificar individualment, Dante veu que aquests condemnats tenen cadascun una bossa penjada al coll amb dibuixos a sobre, al·ludint probablement a les bosses que els prestadors i els canvistes portaven sempre al coll durant els seus negocis, i era el que més els distingia entre ells, junt amb els llibres de comptes. Sobre aquestes bosses estan impresos els emblemes familiars, que serviran a Dante per identificar les famílies dels usurers, més que als pecadors mateixos. No indica el nom de cap d'ells però la descripció dels emblemes de família, devia ser a l'època més que suficient per entendre de quina família es tractava[2][3].
A causa de la seva àmplia activitat de crèdit, la seva familiaritat amb Carles II d'Anjou i l'afiliació política que els vinculava a la facció dels Güelfs negres, responsables de la ruïna del partit polític de Dante, en la Divina Comèdia va igualar Catello di Rosso Gianfigliazzi a l'usurer prototípic, i el va col·locar, juntament amb Ciappo degli Embriachi i amb el paduà Rinaldo degli Scrovegni, en aquest setè cercle de l'infern; on, assegut a la sorra ardent, es irreconeixible pel foc que li crema la cara i té com a únic signe distintiu l'escut d'armes de la bossa de monedes que té gelosament lligada al seu coll (Inferno, XVII, vv. 59-60)[1].